# NGC 7584
NGC 7584 is een lensvormig sterrenstelsel in het sterrenbeeld Pegasus. Het hemelobject werd op 5 oktober 1864 ontdekt door de Duitse astronoom Albert Marth.

## Synoniemen
- MCG 1-59-35
- ZWG 406.49
- ARAK 580
- PGC 70977